# Josep Maria Caffarel i Fàbregas
Josep Maria Caffarel i Fàbregas   (Barcelona, 10 de novembre de 1919 - Madrid, 6 de novembre de 1999), i també conegut com José María Caffarel va ser un actor de teatre, cinema i televisió català, establert a Madrid. També es va dedicar al doblatge de pel·lícules. Fou pare de la lingüista Carmen Caffarel Serra.

## Trajectòria professional
Teatre
- 1955, setembre. Bobosse d'André Roussin. Estrena al Teatre Windsor de Barcelona.
- 1959. La desconcertante señora Savage de John Patrick. Representada al Teatre Candilejas de Barcelona.

Filmografia
- 1957. El último cuplé. Director: Juan de Orduña
- 1957. Distrito quinto. Director: Julio Coll
- 1958. Ana dice sí. Director: Pedro Lazaga
- 1959. Fulano y Mengano. Director: Joaquín Luis Romero Marchent
- 1959. Buen viaje, Pablo. Director: Ignacio F. Iquino
- 1961. Plácido.
- 1961. Tres de la Cruz Roja.
- 1961. Botón de ancla. Director: Miguel Lluch
- 1962. Tómbola.
- 1962. Atraco a las tres. Director: José Maria Forqué
- 1962. La gran familia.
- 1963. Rocío de La Mancha.
- 1963. Marisol rumbo a Río.
- 1964. El salario del crimen. Director: Julio Buchs.
- 1964. El fabulós món del circ (Circus World). Director: Henry Hathaway
- 1965. Doctor Zhivago.
- 1965. Más bonita que ninguna.
- 1965. Historias de la televisión.
- 1967. Las cuatro bodas de Marisol.
- 1967. El hueso. Director: Antonio Giménez-Rico.
- 1968. Cristina Guzmán.
- 1970. Tristana.
- 1975. Una abuelita de antes de la guerra.
- 1975. El clan de los inmorales. Director: José Gutiérrez Maesso.
- 1976. Viatge al centre de la Terra
- 1979. Polvos mágicos.
- 1979. Supersonic Man.
- 1981. Puente aéreo. Director: Pedro Masó.
- 1984. Memorias del general Escobar.
- 1986. Dragon Rapide. Director: Jaime Camino.
- 1986. El viaje a ninguna parte.
- 1988. Jarrapellejos.
- 1989. Pasión de hombre. Director: José Antonio de la Loma.
- 1991. Ho sap el ministre?
- 1996. Licántropo: El asesino de la luna llena. Director: Francisco Rodríguez Gordillo